# عبد الكريم قيسي
عبد الكريم قيسي (5 مايو 1980 في وجدة في المغرب)، لاعب كرة قدم مغربي.

## مسيرته
ترعر في نادي مولودية وجدة وانتقل إلى فريق المغرب الفاسي بالمغرب، بعد ذلك عانق الاحتراف بأوروبا لأول مرة مع فريق روبين كازان الروسي، ثم لوفيتش البلغاري، ونادي هيرينفين الهولندي ، ثم عاد مجددا للدوري البلغاري مع فريق بيروي، قبل أن يحط الرحال بقبرص، حيث لعب لفريق باراليمني، وأبولون ليماسول. بعد انفصاله عن ناديه أبولون ليماسول، تعاقد عبد الكريم قيسي بشكل رسمي مع نادي أيك لارناكا ،أحد أندية المؤخرة بالدوري القبرصي الممتاز. حمل قميص منتخب المغرب لكرة القدم في 31 مباراة.

## روابط خارجية
- عبد الكريم قيسي على موقع قاعدة بيانات كرة القدم.إي يو (الإنجليزية)
- عبد الكريم قيسي على موقع ناشيونال فوتبول تيمز (الإنجليزية)
- عبد الكريم قيسي على موقع Soccerway.com (الإنجليزية)
- عبد الكريم قيسي على موقع عالم كرة القدم.نت (الإنجليزية)